# Liste thailändischer Inseln

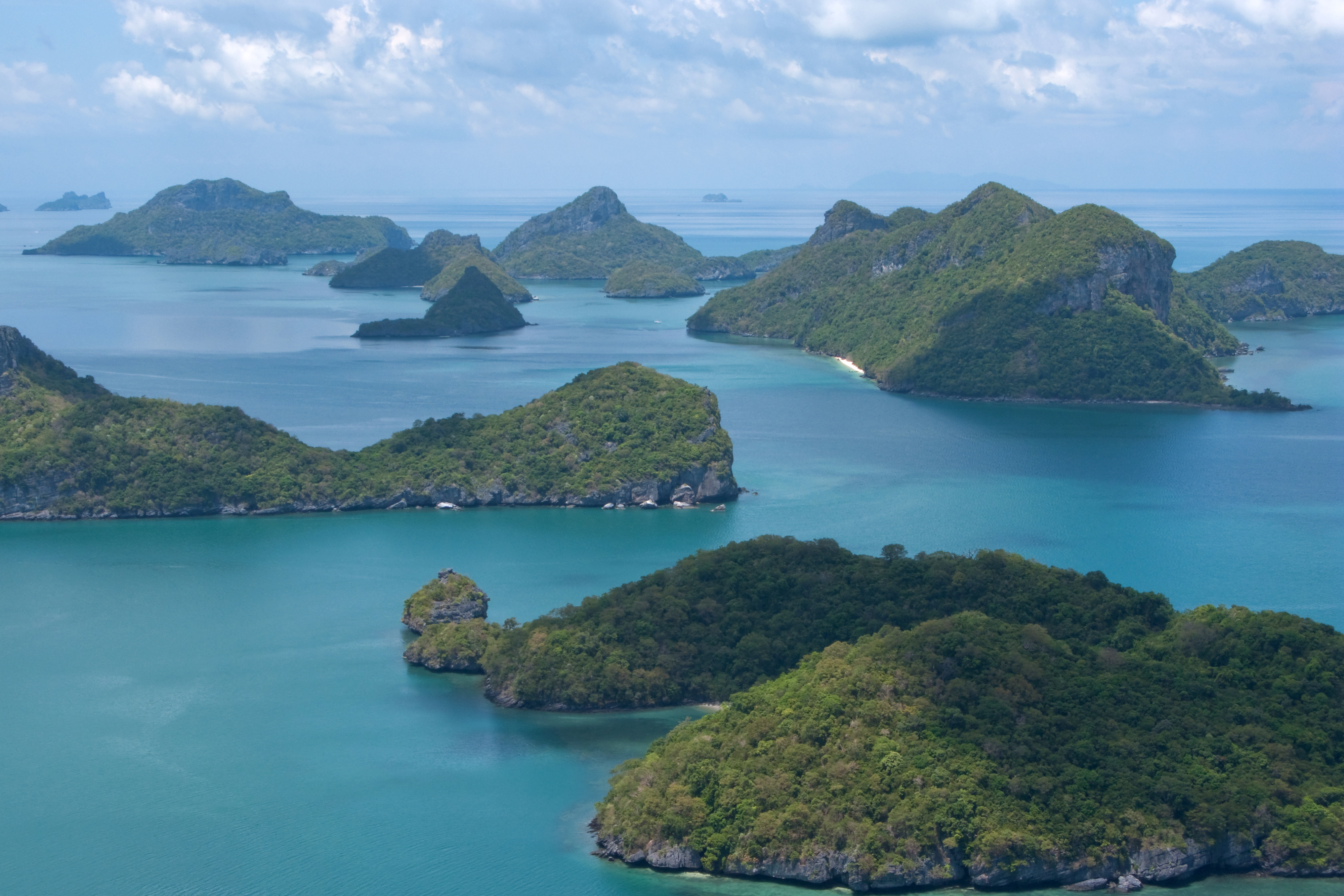
Ang Thong Marine National Park von Ko Wua Talap aus gesehen

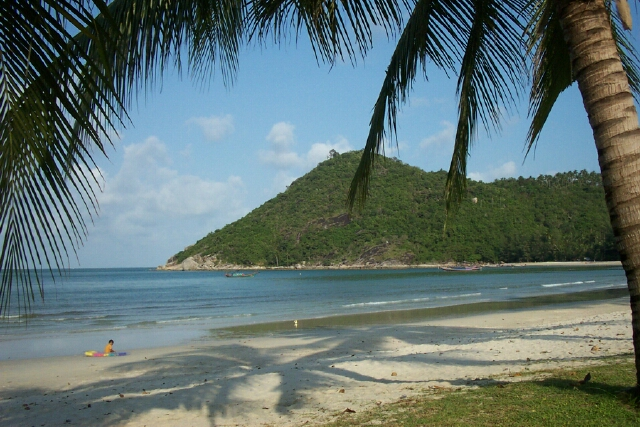
Ao Thong Nai Pan

Die Liste der Inseln in Thailand enthält eine alphabetisch geordnete Aufstellung der Inseln, die zu Thailand gehören.
Das Thai-Wort Ko (in Thai: เกาะ, fälschlich auch Koh) bedeutet Insel und steht allen thailändischen Inselnamen voran.

## A
- Ko Adang (Koh Adang – เกาะอาดัง), Teil des Nationalpark Tarutao (อุทยานแห่งชาติตะรุเตา), Provinz Satun
- Meeres-Nationalpark Ang Thong mit 40 Inseln (Hauptinsel: Ko Wua Talap) in der Provinz Surat Thani

## B
- Ko Bang Chak (เกาะบางจาก) – Teil des Nationalparks Mu Ko Phayam, Provinz Ranong, Südthailand
- Ko Batong – siehe: Ko Butang
- Ko Bitsi (auch Ko Lek, เกาะบีดซี), Teil des Nationalpark Tarutaos (อุทยานแห่งชาติตะรุเตา), Provinz Satun
- Ko Bon – siehe: Ko Born
- Ko Born (เกาะบอน), Teil der Similan-Inseln in der Provinz Phang-nga
- Ko Bulon (Koh Bulon, เกาะบุโหลน), Teil des Nationalpark Mu Ko Phetra, Provinz Trang und Provinz Satun.
- Ko Butang (เกาะบุตัง), Teil des Nationalpark Tarutao (อุทยานแห่งชาติตะรุเตา), Provinz Satun

## C
- Ko Chabang (auch Ko Jabang, เกาะจาบัง), Teil des Nationalpark Tarutao, Provinz Satun
- Ko Cham (auch Ko Jum, เกาะจัม) in der Provinz Krabi, Amphoe Mueang
- Ko Chang (auch Koh Chang – เกาะช้าง), Namensgeber des Nationalpark Mu Ko Chang (อุทยานแห่งชาติหมู่เกาะช้าง) in der Provinz Trat
- Ko Chang – Teil des Nationalparks Mu Ko Phayam, Provinz Ranong, Südthailand
- Ko Charakhe (Koh Charakhe oder Koh Jarakhe – เกาะจระเข้), Teil des „Nationalparks Mu Ko Chumphon“ (อุทยานแห่งชาติหมู่เกาะชุมพร) in der Provinz Chumphon
- Ko Cheuak (เกาะเชือก), westlichste Insel des „Nationalpark Hat Chao Mai“ (อุทยานนกน้ำคลองนำชาน) in der Provinz Trang
- Ko Chuang (auch Ko Juang, เกาะจวง), in der Provinz Chonburi, Amphoe Sattahip

## D
- Ko Dong (เกาะดง) – siehe: Ko Butang

## F
- Ko Fai Mai (Feuer-Insel, เกาะไฟไหม้) – Teil des Nationalparks Mu Ko Phayam, Provinz Ranong, Südthailand

## H
- Ko Hai (Koh Hai) – siehe: Ko Ngai
- Ko He, im Ko-Raya-Archipel, Provinz Phuket
- Ko Hin Ngam (Koh Hin Ngam, เกาะหินงาม), Teil des Nationalpark Tarutao (อุทยานแห่งชาติตะรุเตา), Provinz Satun
- Ko Hong Archipel (หมู่เกาะห้อง), in der Provinz Krabi

## J
- Ko Jabang – siehe: Ko Chabang
- Ko Jum – siehe: Ko Cham

## K
- Ko Kaeo Phisadan (auch: Ko Kaew Phisadan, เกาะแก้วพิสดาร) – siehe: Ko Samet
- Ko Kai (Hühner-Insel,  เกาะไก่) in der Provinz Krabi
- Ko Kam Yai (Koh Kam Yai, หมู่เกาะกำใหญ่), Teil des „Nationalparks Laem Son“ (อุทยานแห่งชาติแหลมสน) in der Provinz Ranong
- Ko Kam Nui (หมู่เกาะกำนุ้ย), Teil des „Nationalparks Laem Son“ (อุทยานแห่งชาติแหลมสน) in der Provinz Ranong
- Ko Kam Tok (Koh Kam Tok, เกาะกำตก), Teil des „Nationalparks Laem Son“ (อุทยานแห่งชาติแหลมสน) in der Provinz Ranong
- Ko Khai (เกาะไข), Teil des Nationalpark Tarutao, Provinz Satun
- Ko Kham (Koh Kham – เกาะขาม) nahe Ko Mak in der Provinz Trat (siehe: Nationalpark Mu Ko Chang)
- Ko Kham (เกาะขาม) – Teil des Nationalparks Mu Ko Phayam, Provinz Ranong, Südthailand
- Ko Khang Khao (auch Ko Khangkao, เกาะค้างคาว), Teil des „Nationalparks Laem Son“ (อุทยานแห่งชาติแหลมสน) in der Provinz Ranong
- Ko Khao Yai (Koh Khao Yai, เกาะเขาใหญ่), Teil des Nationalpark Mu Ko Phetra
- Ko Khlum (Ko Kloom, Koh Kloom – เกาะคลุ้ม), Teil des Nationalpark Mu Ko Chang (อุทยานแห่งชาติหมู่เกาะช้าง) in der Provinz Trat
- Ko Khram (auch Ko Khram Yai, เกาะคราม), in der Provinz Chonburi, Amphoe Sattahip
- Ko Kho Khao (เกาะคอเขา) in der Provinz Phang-nga, Teil des Mu-Ko-Ra-Ko-Phra-Thong-Nationalparks (อุทยานแห่งชาติหมู่เกาะระ-เกาะพระทอง)
- Ko Klang (เกาะกลาง), Teil des Nationalpark Tarutao, Provinz Satun
- Ko Kra Dad (Ko Kradad, Koh Kradad, Koh Kra Dad, Koh Kradad – เกาะกระดาด) in der Provinz Trat (siehe: Nationalpark Mu Ko Chang)
- Ko Kradan (เกาะกระดาน), Teil des „Nationalparks Hat Chao Mai“ (อุทยานนกน้ำคลองนำชาน) in der Provinz Trang
- Ko Kruai (เกาะกรวย) – östlich vor Ko Samet
- Ko Kuthi (Koh Kudee, Ko Kudi – เกาะกุฎิ) – östlich vor Ko Samet
- Ko Kut (Koh Kood – เกาะกูด) in der Provinz Trat

## L

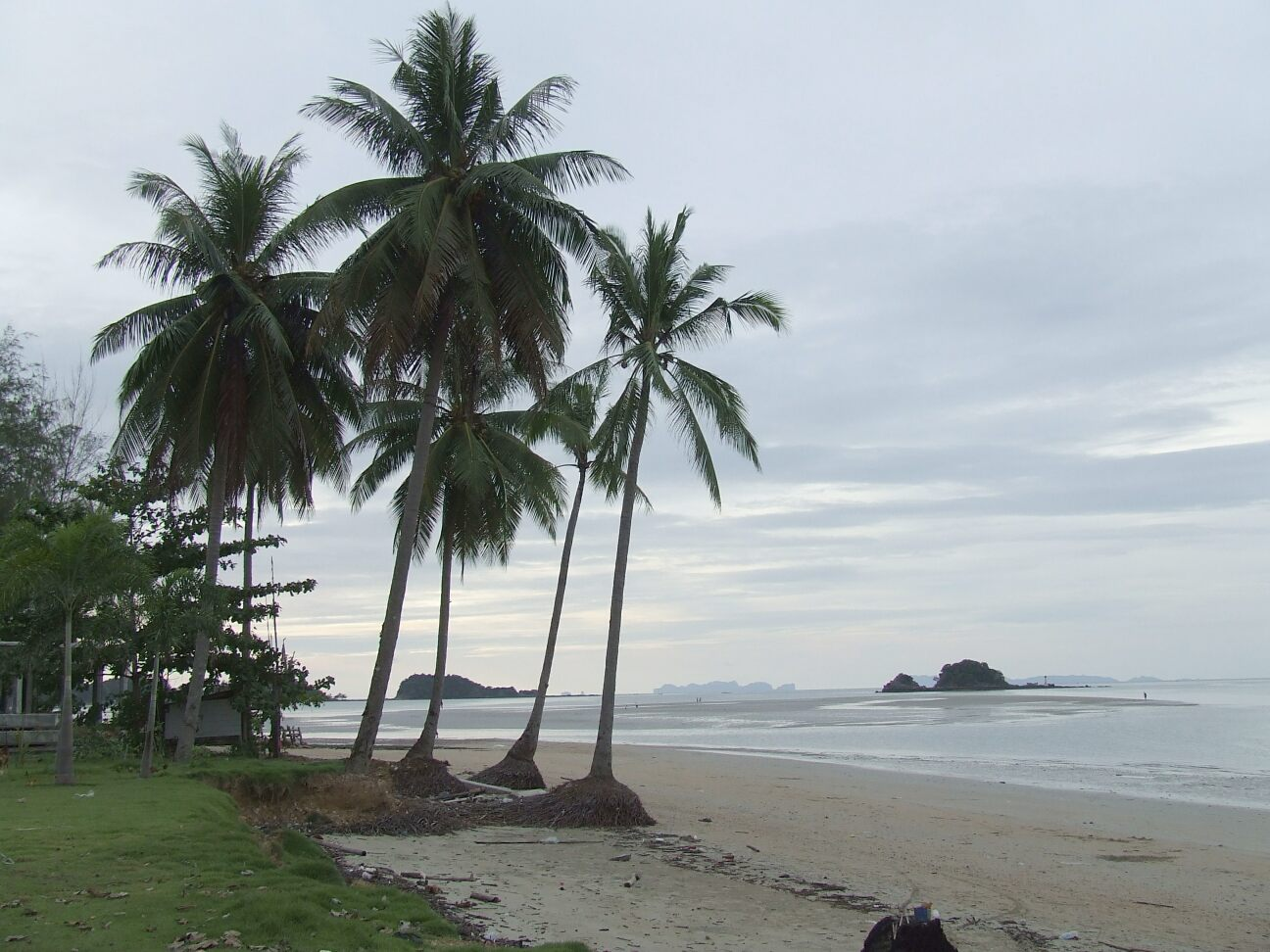
Strand von Ko Lanta

- Ko Lan (Koh Lan – เกาะล้าน) in der Provinz Chonburi (vor Pattaya)
- Ko Lanta (Koh Lanta,  เกาะลันตา) in der Provinz Krabi – das sind:
  - Ko Lanta Yai (Koh Lanta Yai, Groß-Lanta, เกาะลันตาใหญ่)
  - Ko Lanta Noi (Koh Lanta Noi, Klein-Lanta, เกาะลันตาน้อย)
- Ko Lao Liang (Koh Lao Lieng), Teil des Nationalpark Mu Ko Phetra, das sind:
  - Ko Lao Liang Nuea (เกาะเหลาเหลียงเหนือ, auch Koh Lao Liang Nong เกาะเหลาเหลียงน้อง)
  - Ko Lao Liang Tai (เกาะเหลาเหลียงใต้, auch Koh Lao Liang Phi เกาะเหลาเหลียงพี่)
- Ko Lao Ya (Ko Laoya, Koh Lao Ya, Koh Laoya – เกาะเหลายา), Teil des „Mu Ko Chang National Park“ (อุทยานแห่งชาติหมู่เกาะช้าง) in der Provinz Trat
- Ko Lek – siehe: Ko Bitsi
- Ko Li Pe (เกาะหลีเป๊ะ, auch: Koh Li Pe oder Ko Lipe), Teil des Nationalpark Tarutao (อุทยานแห่งชาติตะรุเตา), Provinz Satun
- Ko Lidi (Koh Lidi, เกาะลิดี), Teil des Nationalpark Mu Ko Phetra
- Ko Lipe – siehe: Ko Li Pe
- Ko Lon (Koh Lon, เกาะโหลน) – südlich vor Phuket

## M
- Ko Mai Si Yai (เกาะไม้ซี้ใหญ่) – südöstlich von Ko Chang, Teil des Nationalpark Mu Ko Chang (อุทยานแห่งชาติหมู่เกาะช้าง) in der Provinz Trat
- Ko Mai Si Lek (เกาะไม้ซี้เล็ก) – südöstlich von Ko Chang, Teil des Nationalpark Mu Ko Chang (อุทยานแห่งชาติหมู่เกาะช้าง) in der Provinz Trat
- Ko Mak (Ko Maak, Koh Mark, เกาะหมาก) zwischen Ko Chang und Ko Kut in der Provinz Trat
- Ko Man Nai (auch Ko Man, Koh Mun, เกาะมัน) in der Provinz Rayong, Amphoe Klaeng – das sind:
  - Ko Man Nai (Ko Munnai, Koh Munnai, เกาะมันใน)
  - Ko Man Klang (Koh Man Klang, เกาะมันกลาง)
  - Ko Man Nok (Ko Munnok, Koh Man Nork, เกาะมันนอก)
- Ko Matra (เกาะมาตรา), Teil des „Nationalparks Mu Ko Chumphon“ (อุทยานแห่งชาติหมู่เกาะชุมพร) in der Provinz Chumphon
- Ko Miang (เกาะเมี่ยง), Teil der Similan-Inseln
- Ko Muk (เกาะมุก), Teil des „Hat-Chao-Mai-Nationalparks“ (อุทยานนกน้ำคลองนำชาน) in der Provinz Trang
- Ko Mun (…) – siehe: Mo Man (…)
- Ko Matra (Koh Matra – เกาะมาตรา) in der Provinz Chumphon

## N
- Ko Nang Yuan (Koh Nang Yuan, Koh Nang Yuan) in der Provinz Surat Thani
- Ko Ngai (Koh Ngai – เกาะไหง) in der Provinz Trang
- Ko Ngam (Koh Ngam – เกาะง่าม), Teil des „Nationalparks Mu Ko Chumphon“ (อุทยานแห่งชาติหมู่เกาะชุมพร) in der Provinz Chumphon – das sind:
  - Ko Ngam Yai (Koh Ngam Yai – เกาะง่ามใหญ่) und
  - Ko Ngam Noi (Koh Ngam Noi – เกาะง่ามน้อย)

## P

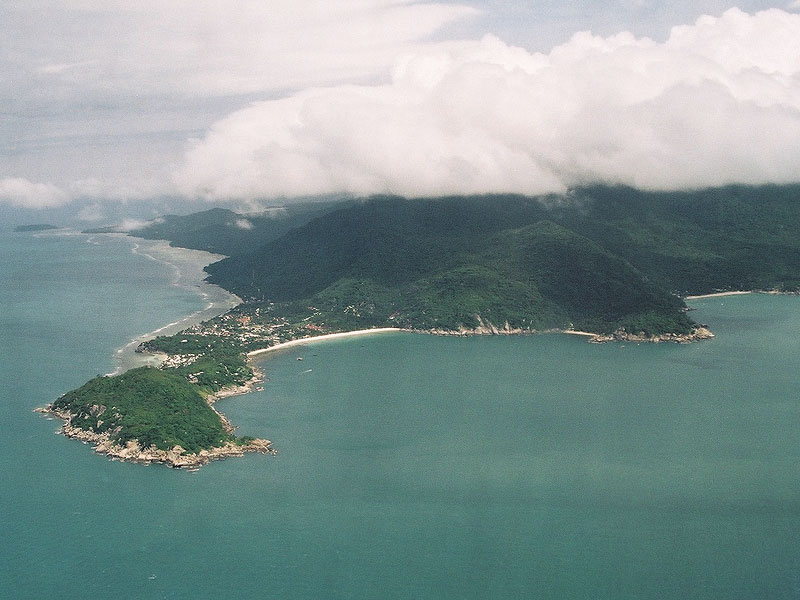
Ko Pha-ngan

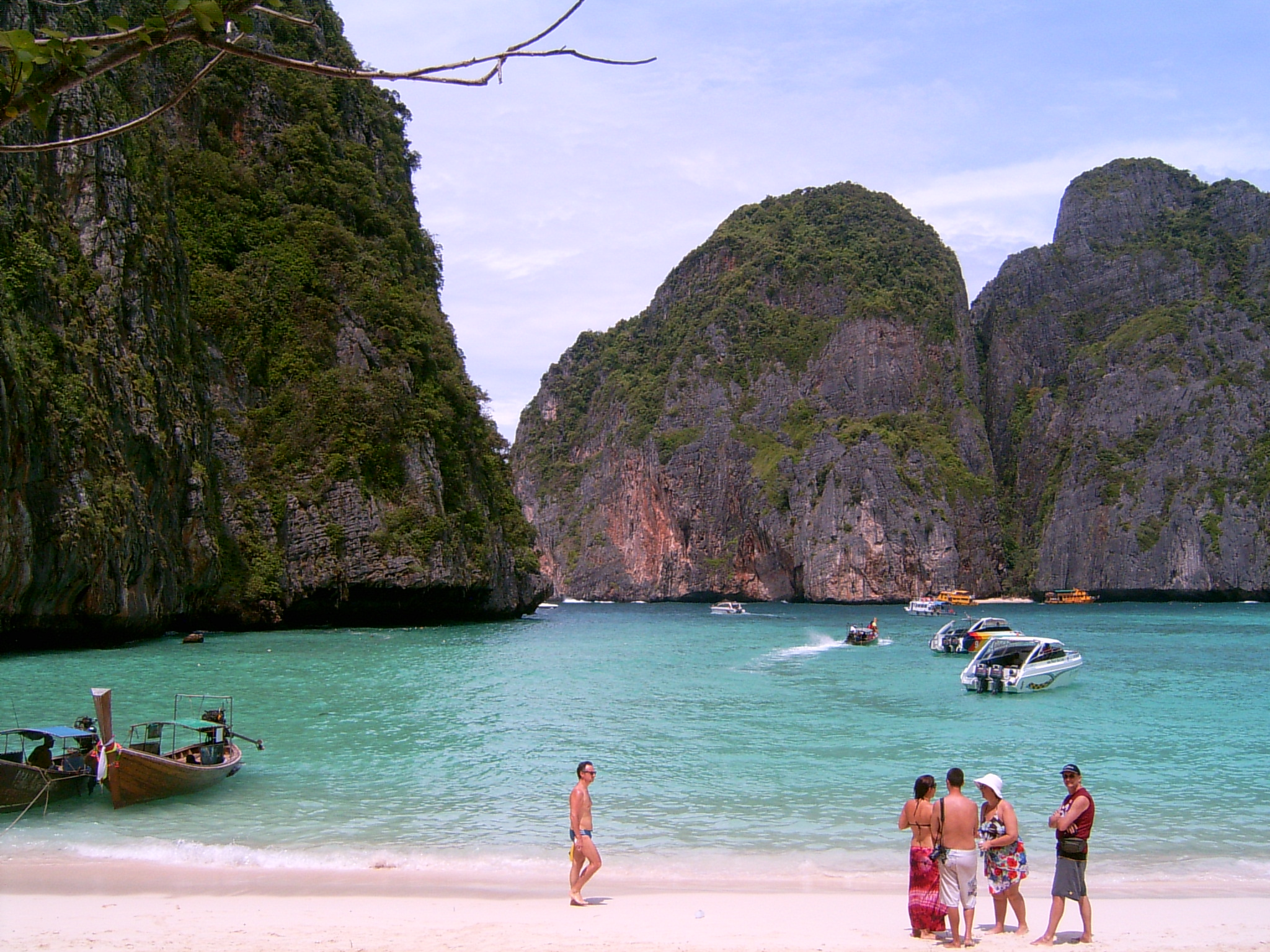
Ko Phi Phi

- Khao Phing Kan in der Bucht von Phang Nga,  Provinz Phang-nga
- Ko Pha-ngan (Koh Pha Ngan เกาะพะงัน) in der Provinz Surat Thani
- Ko Phayam (Koh Phayam เกาะพยาม) – Namensgeber des Nationalparks Mu Ko Phayam, Provinz Ranong, Südthailand
- Ko Payu (เกาะปายู), Teil der Similan-Inseln
- Ko Phetra (Koh Phetra, เกาะเภตรา), Namensgeber des Nationalpark Mu Ko Phetra (อุทยานแห่งชาติหมู่เกาะเภตรา), Provinz Trang und Provinz Satun.
- Ko Phai (Koh Phai, เกาะไผ) – westlich vor Pattaya, Amphoe Bang Lamung, Provinz Chon Buri
- Ko Phaluai (Koh Phaluai, เกาะพะลวย) – westlich von Ko Samui, Amphoe Ko Samui
- Ko Phi Phi (Koh Phi Phi, หมู่เกาะพีพี), das sind:
  - Ko Phi Phi Leh (auch Ko Phi Phi Lee, Koh Phi Phi Leh, เกาะพีพีเล)
  - Ko Phi Phi Don (Koh Phi Phi Don, เกาะพีพีดอน)
- Ko Phra Thong (Koh Pra Thong, เกาะพระทอง) – Amphoe Khura Buri Provinz Phang Nga
- Ko Phrao Nai (Koh Phrao Nai, เกาะพร้าวใน) – südlich von Ko Chang, Teil des Nationalpark Mu Ko Chang (อุทยานแห่งชาติหมู่เกาะช้าง) in der Provinz Trat
- Ko Phrao Nok (Koh Phrao Nok, เกาะพร้าวนอก) – südlich von Ko Chang, Teil des Nationalparks Mu Ko Chang, Provinz Trat
- Ko Phuket (Koh Phuket, เกาะภูเก็ต) in der gleichnamigen Provinz
- Ko Plai Tin (เกาะปลาติน) – östlich vor Ko Samet
- Ko Pli (Koh Pli, เกาะปลี) – Provinz Trat
- Ko Po Da (เกาะปอดะ) in der Provinz Krabi

## R
- Ko Ra (Koh Rah, เกาะระ) – Amphoe Khura Buri, Provinz Phang-nga
- Ko Rang Ka Chiu (Koh Rang Ka Jew – เกาะรังกาจิว), Teil des „Nationalparks Mu Ko Chumphon“ (อุทยานแห่งชาติหมู่เกาะชุมพร) in der Provinz Chumphon
- Ko Rang Nok (เกาะรังนก), Teil des Tarutao-Nationalparks, Provinz Satun
- Ko Raet (Koh Rad – เกาะแรด) in der Provinz Chumphon
- Ko Rang (Koh Rang, Ko Rung, Koh Rung), Teil des „Nationalparks Mu Ko Chang“ (อุทยานแห่งชาติหมู่เกาะช้าง) in der Provinz Trat
- Ko Rawi (Koh Rawi – เกาะราวี), Teil des Nationalpark Tarutao, Provinz Satun
- Ko Raya bestehend aus Ko Raya Yai und Ko Raya Noi, auch: Ko Racha (Koh Raya / Koh Ratcha – เกาะรายา / เกาะราชา), Provinz Phuket
- Ko Rok (Koh Rok, เกาะรอก) – Teil des Nationalparks Mu Ko Ang Thong

## S
- Ko Sai Dam (Schwarzer-Sand-Insel, เกาะทรายดำ) – Teil des „Nationalparks Mu Ko Phayam“, Provinz Ranong, Südthailand
- Ko Salak (Koh Salak – เกาะสลัก) Teil des Mu Ko Chang National Park" (อุทยานแห่งชาติหมู่เกาะช้าง), östlich von Ko Chang (เกาะช้าง), Provinz Trat
- Ko Samae San (เกาะแสมสาร) in der Provinz Chonburi, Amphoe Sattahip
- Ko Saket, Rayong
- Ko Samet (Koh Samet, หมู่เกาะเสม็ด) in der Provinz Rayong, Teil des „Nationalpark Khao Laem Ya – Mu Ko Samet“
- Ko Samui (Koh Samui, เกาะสมุย) in der Provinz Surat Thani
- Ko Sarai (หมู่เกาะสาหร่าย), Teil des Nationalpark Tarutao, Provinz Satun
- Ko Si Boya (auch Ko Sri Bo Ya, เกาะศรีบอยา) in der Provinz Krabi, Amphoe Mueang
- Ko Sichang (Koh Sichang, Ko Si Chang, เกาะสีชัง),  in der Provinz Chonburi, Amphoe Ko Sichang (vor Si Racha)
- Similan-Inseln in der Provinz Phang-nga – das sind:
  - Ko Bon
  - Ko Ba-Ngu
  - Ko Similan
  - Ko Payu
  - Ko Miang (2 x)
  - Ko Payan
  - Ko Payang
  - Ko Huyong
- Ko Song Phi Nong (เกาะสองพี่น้อง) – Teil des Nationalparks Mu Ko Phayam, Provinz Ranong, Südthailand
- Ko Sukorn (Koh Sukorn, เกาะสุกร) in der Provinz Trang (Amphoe Hat Samran)
- Ko Surin (Mu Ko Surin, หมู่เกาะสุรินทร์), Namensgeber des „Nationalparks Mu Ko Surin“ (อุทยานแห่งชาติหมู่เกาะสุรินทร์) in der Provinz Phang-nga – das sind:
  - Ko Surin Nua (Koh Surin Nua Nord-Surin, เกาะสุรินทร์เหนือ)
  - Ko Surin Tai (Koh Surin Tai Süd-Surin, เกาะสุรินทร์ใต้)

## T
- Ko Taen (Koh Tan, Katen) in der Provinz Surat Thani
- Ko Ta Nga (auch Ko Tanga, เกาะตางาห์), Teil des Nationalpark Tarutao (อุทยานแห่งชาติตะรุเตา), Provinz Satun
- Ko Tanga – siehe: Ko Ta Nga
- Ko Tao (Koh Tao) in der Provinz Surat Thani
- Ko Tarang (เกาะตารัง), Teil des Nationalpark Tarutao, Provinz Satun
- Ko Tarutao, Namensgeber des Tarutao National Park (อุทยานแห่งชาติตะรุเตา), Provinz Satun
- Ko Tha Krut (Auge-des-Garuda-Insel, เกาะตาครุฑ) – Teil des Nationalparks Mu Ko Phayam, Provinz Ranong, Südthailand
- Ko Thalu (Koh Thalu – เกาะทะลุ)  – Teil des Nationalparks Mu Ko Phayam, Provinz Ranong, Südthailand
- Ko Thonglang (เกาะทองหลาง), Teil des „Nationalparks Mu Ko Chumphon“ (อุทยานแห่งชาติหมู่เกาะชุมพร) in der Provinz Chumphon
- Ko To (Koh Toh, เกาะตอ) – westlich vor dem Noppharat-Strand, Amphoe Mueang Krabi

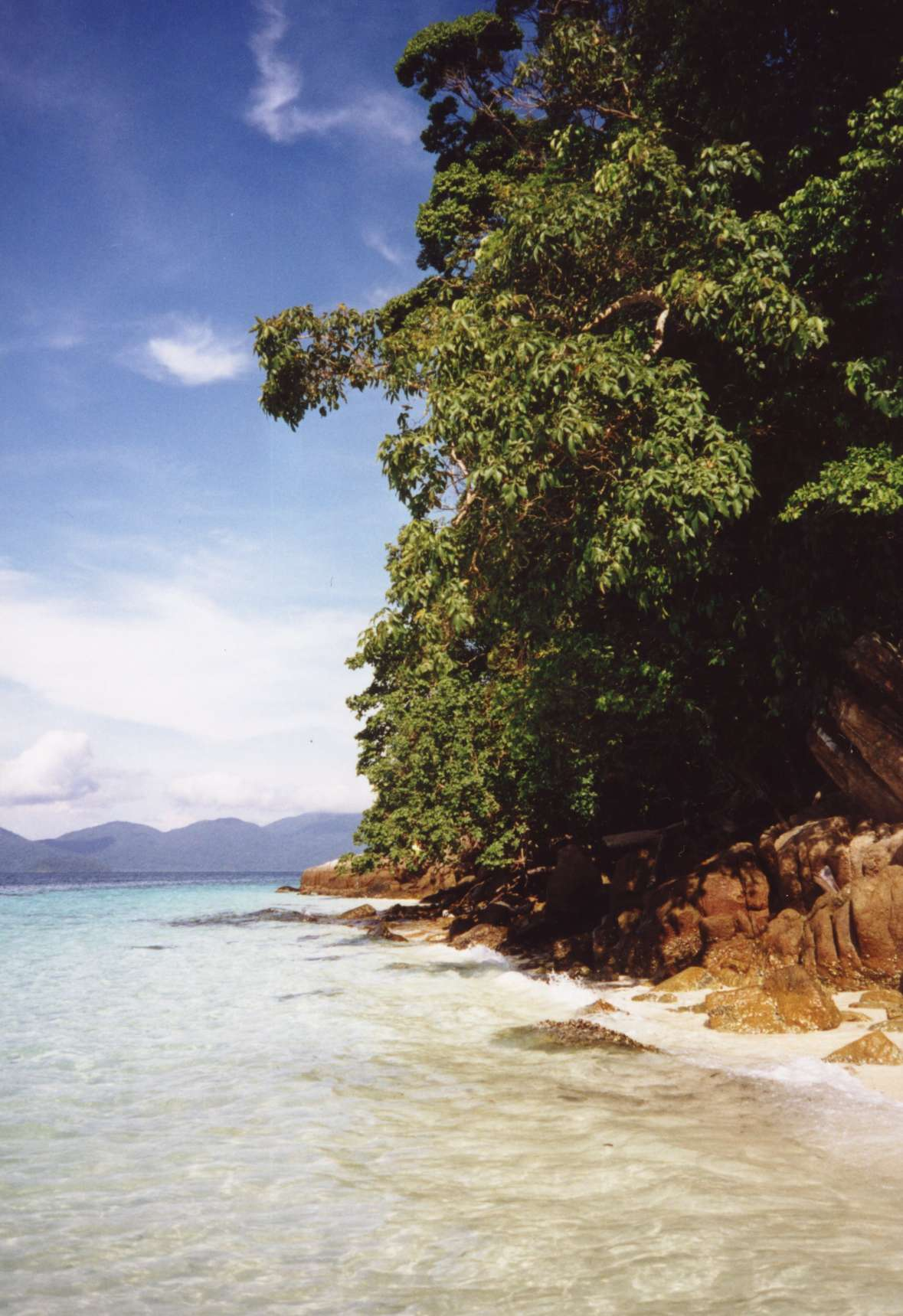
Ko Yang im Nationalpark Tarutao

## W
- Ko Wai (Koh Wai – เกาะหวาย), Teil des „Mu Ko Chang National Park“ (อุทยานแห่งชาติหมู่เกาะช้าง) in der Provinz Trat
- Ko Wua Talap, Teil des Meeres-Nationalpark Ang Thong in der Provinz Surat Thani

## Y
- Ko Yang (เกาะยาง), Teil des Nationalpark Tarutao, Provinz Satun

- Ko Yao (เกาะยาว), östlich von Phuket, zur Provinz Phang-nga gehörend, das sind:
  - Ko Yao Yai (Koh Yao Yai, Große Lange Insel, เกาะยาวใหญ่)
  - Ko Yao Noi (Koh Yao Noi, Kleine Lange Insel, เกาะยาวน้อย)